# Monroe Township (comté de Gloucester, New Jersey)
Pour les articles homonymes, voir Monroe Township.
Monroe Township est un township américain situé dans le comté de Gloucester au New Jersey.

## Géographie
Monroe Township comprend les localités de Berryland, Broad Lane, Cecil, Cross Keys, Downer, New Brooklyn, Radix et Williamstown.
La municipalité s'étend sur 46,93 milles carrés (121,55 km2) dont 0,53 mille carré (1,37 km2) d'étendues d'eau. Elle est arrosée par des affluents de la Great Egg Harbor River (en) et de la Scotland Run (en).

## Histoire et patrimoine
Le territoire de Monroe Township est d'abord peuplé par les Lenapes, qui chassent et pêchent dans la région jusqu'à l'arrivée des européens. Williamstown (Squankum) est fondée en 1737 par Richard Penn, Cecil (Coles Mills) par Thomas Coles en 1750 et New Brooklyn par John Marshalls en 1803
Le township est créé le 3 mars 1859 à partir du township de Washington alors situé dans le comté de Camden. Il est nommé en l'honneur du président James Monroe. Williamstown est alors désigné comme le centre de la nouvelle municipalité. En 1871, le township rejoint le comté de Gloucester. En 1950, il cède une partie de son territoire au township de Winslow (en).
Monroe Township compte trois monuments inscrits au Registre national des lieux historiques : la bibliothèque gratuite et la chambre de lecture de Williamstown construite en 1878, l'égliste méthodiste-épiscopale de Downer construite en 1886 dans un style néogothique par Arthur Downer et l'école de Hall Street de Williamstown construite en 1887.

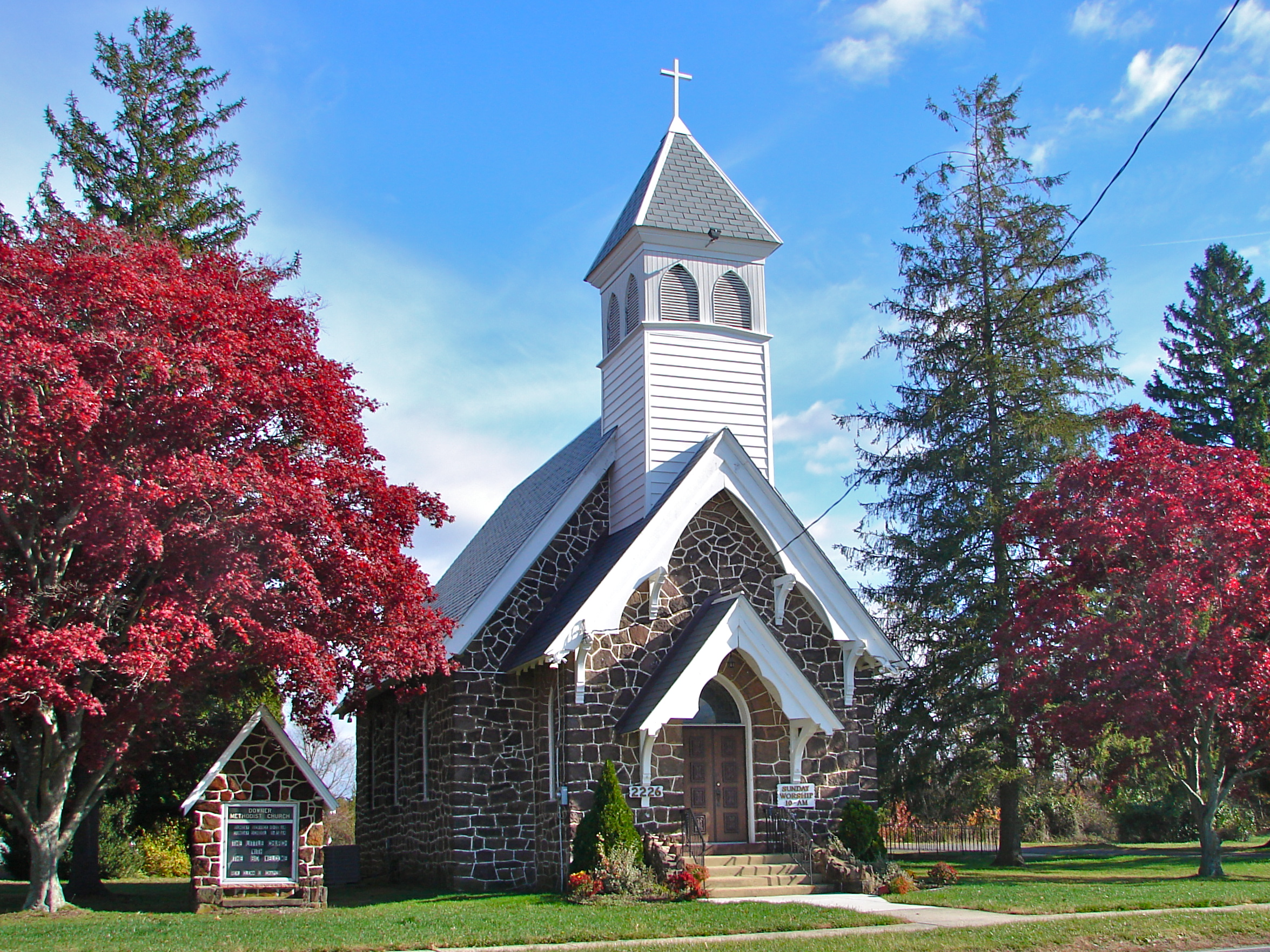
L'église de Downer.
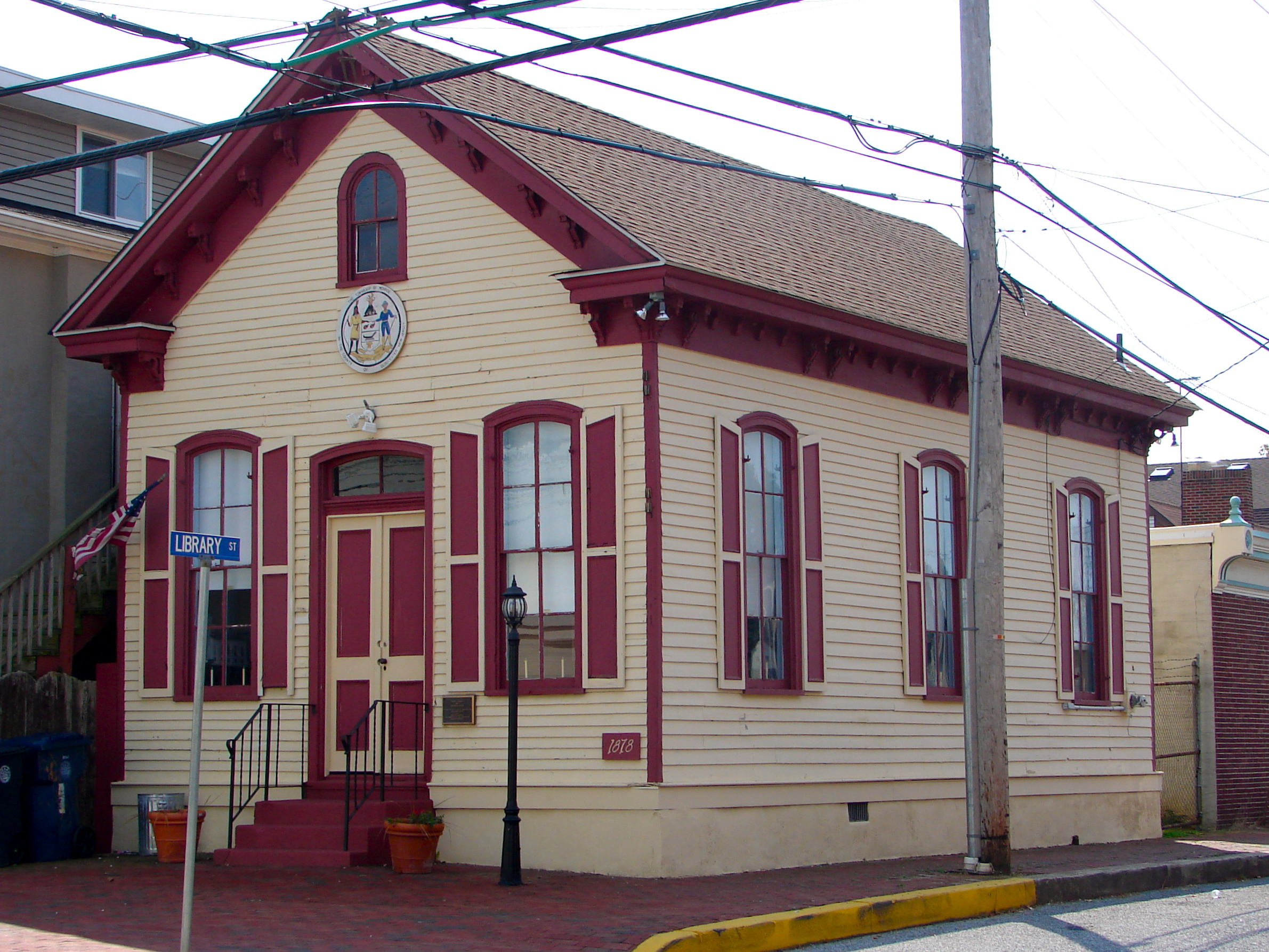
La bibliothèque de Williamstown.
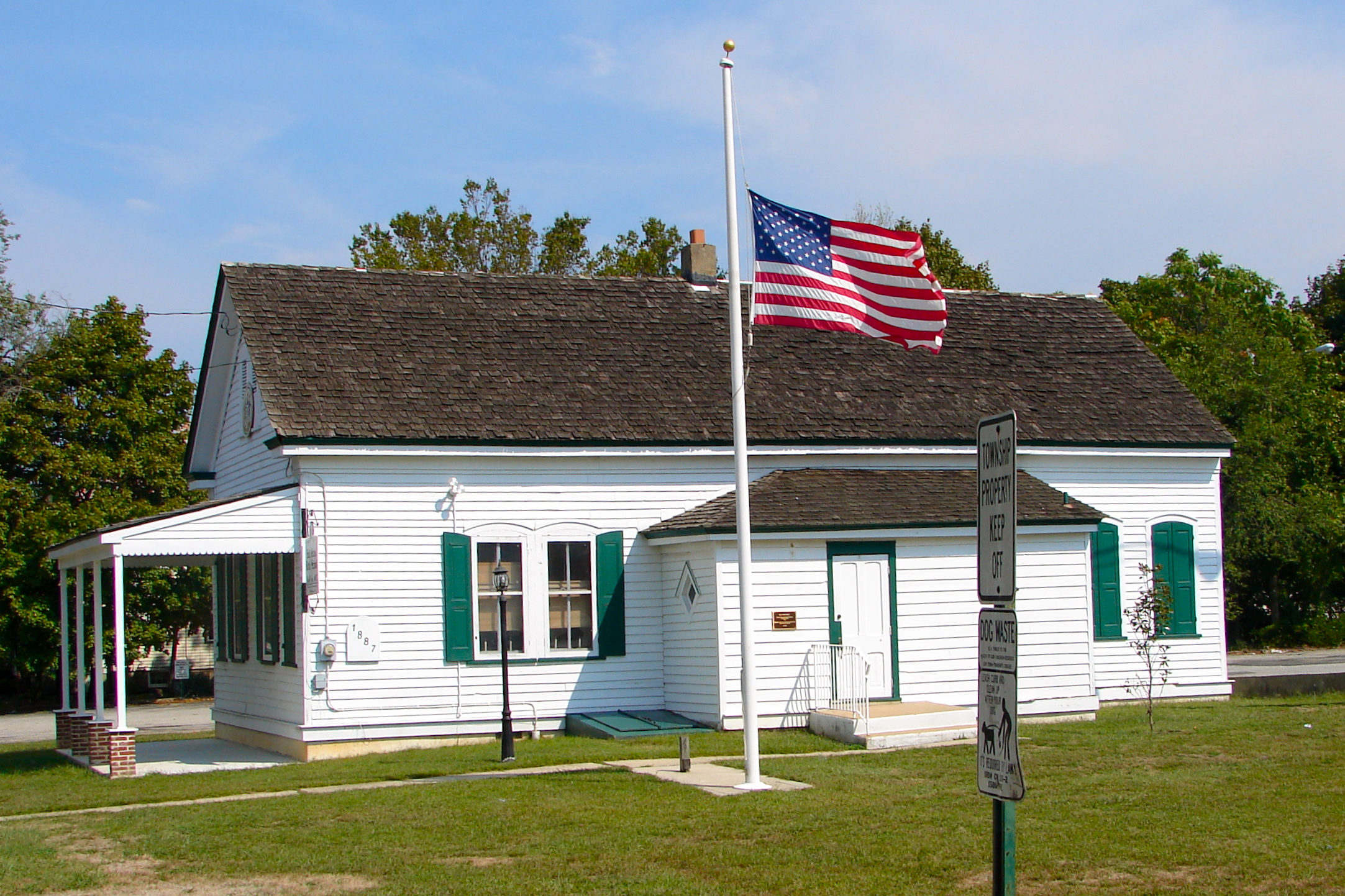
L'école de Hall Street.

## Démographie
Lors du recensement de 2010, la population de Monroe Township est de 36 129 habitants. Elle est estimée à 36 962 habitants au 1er juillet 2018, en hausse de plus de 2 % par rapport à 2010.
Le revenu par habitant était en moyenne de 32 332 dollars par an entre 2013 et 2017, plus proche de la moyenne nationale (31 177 dollars) que de la moyenne du New Jersey (39 069 dollars). Sur cette même période, 8,5 % des habitants de Monroe Township vivaient sous le seuil de pauvreté (contre 9,5 % dans l'État et 11,8 % à l'échelle des États-Unis en 2018). Par ailleurs, si 90,2 % de ses habitants de plus de 25 ans étaient diplômés d'une high school seuls 24 % possédaient au moins un bachelor degree (contre 89,2 % et 38,1 % au New Jersey, 87,3 % et 30,9 % aux États-Unis).
| Groupe          | Monroe Township (2017) | New Jersey (2018) | États-Unis (2018) |
| --------------- | ---------------------- | ----------------- | ----------------- |
| Blancs          | 77,8                   | 72,0              | 76,5              |
| Afro-Américains | 15,0                   | 15,0              | 13,4              |
| Amérindiens     | 0,0                    | 0,6               | 1,3               |
| Asiatiques      | 2,3                    | 10,0              | 5,9               |
| Océaniens       | 0,0                    | 0,1               | 0,2               |
| Métis           | 3,3                    | 2,3               | 2,7               |
|                 |                        |                   |                   |
| Hispaniques     | 6,3                    | 20,6              | 18,3              |